# Saint-Damien
Pour les articles homonymes, voir Saint-Damien (homonymie).
Saint-Damien est une municipalité dans la municipalité régionale de comté de Matawinie au Québec (Canada), située dans la région administrative de Lanaudière.

## Toponymie
Elle est nommée en l'honneur de Saint Damien.

## Histoire
La municipalité a été fondée le 6 septembre 1870'.

## Devise
La devise de la commune, présente sur les armoiries est, en latin, « Per fidem ad Augusta », qui signifie « Par la foi des Œuvres Magnifiques ».

## Géographie
Saint-Damien est située à l'ouest de la municipalité de Saint-Gabriel-de-Brandon, au centre de la région de Lanaudière, à 100 kilomètres au nord de Montréal, 270 à l'ouest de Québec et 90 kilomètres au sud du Réservoir Taureau. Sa rue principale s'appelle simplement rue Principale et est servie par la route 347 du Québec, liée au sud à l'autoroute 40.

### Hydrographie
La rivière Mastigouche traverse le nord-ouest de la municipalité vers le sud-est.
À partir du lac à la Pluie, à la limite le nord-ouest de la municipalité, le Crique à David coule vers le sud jusqu'au sud-ouest de la municipalité.
La rivière Noire, qui coule vers le sud-est, traverse le sud-ouest de la municipalité. La partie nord du lac Noir est situé au sud-ouest de la municipalité.
À partir du lac Matambin, dans le sud-ouest de la municipalité, la rivière Matambin coule vers l'est jusqu'à son embouchure dans le lac Maskinongé.
À partir du lac Clair, à l'est de la municipalité, la Branche à gauche coule vers l'est.
La rivière du Lac Gauthier traverse la municipalité du nord vers le sud-est jusqu'à sa confluence avec Branche à gauche.

## Démographie
| 1991  | 1996  | 2001  | 2006  | 2011  | 2016  | 2021  |
| ----- | ----- | ----- | ----- | ----- | ----- | ----- |
| 1 505 | 1 760 | 1 899 | 2 178 | 2 020 | 2 094 | 2 393 |

## Administration
Les élections municipales se font en bloc et suivant un découpage de six districts.
| Saint-Damien Maires depuis 2003                                                                                      |                    |         |          |
| Élection | Maire              | Qualité | Résultat |
| 2003 | Céline Tremblay    |         |          |
| 2005 | Céline Tremblay    | Voir    |          |
| 2009 | Yves Giard         |         | Voir     |
| 2013 | André Dutremble    |         | Voir     |
| 2017 | Daniel Monette     |         | Voir     |
| 2021 | Pierre Charbonneau |         | Voir     |
| Élection partielle en italique Depuis 2005, les élections sont simultanées dans toutes les municipalités québécoises |                    |         |          |

## Culture et communications
- Éditions du Soleil de Minuit

## Éducation
La Commission scolaire des Samares administre les écoles francophones:
- École Saint-Cœur-de-Marie[6]

La Commission scolaire Sir Wilfrid Laurier administre les écoles anglophones:
- École primaire Joliette à Saint-Charles-Borromée[7]
- École secondaire Joliette à Joliette[8]

## Personnalités
- Raymond Gravel, prêtre et homme politique québécois (1953-2014)
- Eugénie Tellier (Sœur Marie-Jean-Eudes) Religieuse, botaniste et formatrice (1897-1978)
- Maximilien Boucher (1918-1975), est un prêtre (Clerc de Saint-Viateur), sculpteur, peintre, et professeur d'arts plastiques
- Délia Dugas (Sœur Anne-Félicité) (1890-1964), religieuse et thaumaturge est née à Saint-Damien.